# Woolwich (Maine)
Woolwich és una població dels Estats Units a l'estat de Maine (EUA). Segons el cens del 2000 tenia 2.810 habitants.

## Demografia
Segons el cens del 2000, Woolwich tenia 2.810 habitants, 1.101 habitatges, i 824 famílies. La densitat de població era de 31 habitants/km².
Dels 1.101 habitatges en un 32,1% hi vivien nens de menys de 18 anys, en un 63,9% hi vivien parelles casades, en un 6,4% dones solteres, i en un 25,1% no eren unitats familiars. En el 19% dels habitatges hi vivien persones soles el 6,1% de les quals corresponia a persones de 65 anys o més que vivien soles. El nombre mitjà de persones vivint en cada habitatge era de 2,55 i el nombre mitjà de persones que vivien en cada família era de 2,92.
Per edats la població es repartia de la següent manera: un 23,8% tenia menys de 18 anys, un 6% entre 18 i 24, un 30,1% entre 25 i 44, un 28,9% de 45 a 60 i un 11,2% 65 anys o més.
L'edat mediana era de 40 anys. Per cada 100 dones de 18 o més anys hi havia 102,3 homes.
La renda mediana per habitatge era de 41.741 $ i la renda mediana per família de 47.984 $. Els homes tenien una renda mediana de 34.673 $ mentre que les dones 22.625 $. La renda per capita de la població era de 21.097 $. Entorn del 5,6% de les famílies i el 6,1% de la població estaven per davall del llindar de pobresa.